# 早瀬あきら
早瀬 あきら（はやせ あきら、7月30日 - ）は、日本のイラストレーター。

## 来歴
小さい頃からずっと絵を描くのが好きで、これといったきっかけがあって始めたというわけではなかった。商業作品を手がけるようになったのは、個人サイトを見た企業から声が掛かってのことだった。最初は萌え系のイラストやキャラデザを手がけたが、次第に乙女系の仕事が多くなる。デビュー前に趣味で描いていたのは少年が多かったが、仕事で依頼されるのは女の子ばかりで需要との違いを感じた。

## 主な作品リスト

### 挿絵

#### 少女小説

##### コバルト文庫
- アルカトラズの聖夜 妄想少女と無口な少佐（彩本和希著）
- ガーディアン・プリンセスシリーズ 全7巻（花衣沙久羅著）
- 英国花嫁組曲 アディントン家の恋する三姉妹（花衣沙久羅著）
- 王の書は星を歌うシリーズ 全3巻（彩本和希著）
- 花咲ける庭 お嬢さんと花嫁のススメ（岡篠名桜著）
- 海辺の王シリーズ 全2巻（しらせはる著）
- 夢みる嘘つき人形（しらせはる著）

##### B's-LOG文庫
- 幻蒼 〜青い鳥はカゴの中〜（三條星亜著）

#### ティーンズラブ小説

##### ティアラ文庫
- 華の皇宮物語シリーズ 全3巻（剛しいら著）
- 王子が恋した女神姫 薔薇と陰謀の舞踏会（わかつきひかる著）
- マーメイド・オークション 伯爵が愛した人魚姫（斎王ことり著）
- 薔薇は甘く淫らに誘惑する（斎王ことり著）
- 花蜜ロマネスク 王子が愛した花嫁（しみず水都著）
- シークレット・ローズ 伯爵の甘い唇（ゆりの菜櫻著）
- 夜蜜晶（しみず水都著）
- フェアリーテイル・ウェディング 快感ダイアリー（柚原テイル著）
- 華の遊郭物語（剛しいら著）
- 愛蜜の復讐 伯爵とメイド（水島忍著）
- ヴェネツィア新婚物語 花嫁の秘密、花婿の秘密（わかつきひかる著）
- 魔界王子とプリンセス 吸蜜の契約（しみず水都著）
- 濡れ桜（しみず水都著）
- 秘恋 皇子が愛した男装花嫁（しみず水都著）
- 純情メイドシンデレラ 貴公子に甘く愛されて（TAMAMI著）
- 愛玩後宮 龍帝と青い瞳の妃（芹名りせ著）
- 金獅子帝のおさな妻（成瀬かの著）

##### シフォン文庫
- ヴィクトリアン・クロス 解かれた淫魔のコルセット（ゆきの飛鷹著）

##### 講談社X文庫ホワイトハート（ピンク）
- 禁じられた秘薬のレシピ（里崎雅著）

##### プリエール文庫
- 皇子の花嫁 星の姫巫女（弓月あや著）
- 溺愛マリアージュ いじわる皇帝の甘いたくらみ（姫野百合著）

##### マリーローズ文庫
- 龍宮恋舞 〜姫と皇子と大熊猫〜（日向唯稀著）

##### オパール文庫
- 身代わりシンデレラ　京のプリンスに愛されすぎて!（南咲麒麟著）
- お嬢様は大人のミダラを教えられて（桜舘ゆう著）
- 宝石王子のシンデレラ（玉紀直著）
- ワンコな御曹司と発情 甘々同棲ライフ（七福さゆり著）
- 絶倫執事 お嬢様にみだらなことお教えします（希彗まゆ著）

##### TLスイートノベル
- 虜囚の姫騎士　乱された金の髪（吉田行著）
- 花蜜とりかへばや絵巻 〜男装貴公子、ヒミツの恋〜（伊織みな著）

##### ジュエル文庫
- 年下皇帝の執着求婚 私が初恋のお姉さま!?（すずね凜著）
- 王子さまは妹が、好きで、好きで、好きで（しみず水都著）
- 男装して王子様と結婚したらなぜかベタ惚れされました?（吉田行著）
- まるごと愛され王子さま一家 ママはシンデレラ!! パパはイクメン化!?（大槻はぢめ著）

##### 夢中文庫クリスタル
- 社長のペットはじめました（藍川せりか著）
- 天然乙女はドＳ社長のお気に入り! 〜誘惑するつもりが甘い罠にはまってしまいました〜（黒羽緋翠著）

##### エバープリンセス
- 公爵様と傷心シンデレラ（宇佐川ゆかり著）

### イラスト
- アクエリアンエイジ
- みにふぇあ
- 百合少女vol.1～3　表紙

### ゲーム
- Breath 吐息は茜色（キャラクターデザイン・イベント原画、サクセス、2008年6月12日）
- 白衣性愛情依存症（キャラクターデザイン・原画・キャラクター彩色・販促イラスト等、工画堂スタジオ、2008年6月12日）